# Doniphan (Nebraska)
Doniphan è un comune degli Stati Uniti d'America, situato nello Stato del Nebraska, nella contea di Hall.